# Szomor-patak
A Szomor-patak a Mátrában ered, Gyöngyösoroszi nyugati határában, Heves vármegyében, mintegy 700 méteres tengerszint feletti magasságban. A patak forrásától kezdve délkeleti irányban halad, majd Gyöngyösnél éri el a Toka-patakot.

## Part menti települések
- Gyöngyösoroszi
- Gyöngyös